# Украинско-польский центр
Корпорация «Украинско-польский центр академических обменов» — это организация, которая сотрудничает с польскими учебными заведениями по вопросам обучения украинских студентов в Европе. Корпорация работает под патронатом Министерства по делам семьи, молодежи и спорта Украины. Об этом указано в официальном обращении министра по делам семьи, молодежи и спорта.

## Цели
- организация образовательных и культурных обменов между Украиной и Польшей;

- предоставление украинским абитуриентам доступного высшего образования в Польше на льготных условиях;

- повышение конкурентоспособности выпускников вузов;

- помощь в трудоустройстве на Украине после получения диплома.

## Руководство
Министерство по делам семьи, молодежи и спорта сотрудничает с польским правительством по вопросам обучения волонтариату в рамках «Евро-2012», а также ходатайствует о льготном обучении украинских студентов на всех факультетах польских вузов через Корпорацию.
Непосредственно в руководящий состав Украинско-польского центра академических обменов входят украинские и польские преподаватели, которые оказывают поддержку студентам при сдаче сессии и оформлении документов.

## История
Работа украинско-польского центра академических обменов с польскими вузами началась с 2009 года. Сначала сотрудничество проходило в рамках совместной работы по подготовке украинских волонтеров к чемпионату по футболу «Евро-2012», а затем стороны вышли на договоренность о льготном обучении украинских абитуриентов и студентов в Европе. Это привело к международным межправительственным соглашениям, которые позволяют украинским абитуриентам получать высшее образование в польских вузах по той же цене, как и для поляков, в рамках этой программы.
При поступлении в польский университет, граждане Украины получают шенгенскую мультивизу и временный вид на жительство.
Первую группа абитуриентов в рамках проекта отправилась в польские университеты в сентябре 2010 года. С отзывами студентов можно ознакомиться здесь. Впечатления

## Нострификация
Процедуру нострификации дипломов, выданных в Европе в рамках программы Корпорации, удалось ликвидировать, поскольку Министерство образования Польши пошло на уступки украинским коллегам и позволило внести университетам перечень необходимых дисциплин в собственную учебную программу. Таким образом, некоторые польские вузы стали предоставлять обучение для украинских студентов с учетом требований Министерства образования Украины, с целью обеспечения действия дипломов  в обеих странах.